# Mantenópolis
Mantenópolis là một đô thị thuộc bang Espírito Santo, Brasil. Đô thị này có diện tích 320,75 km², dân số năm 2007 là 10540 người, mật độ 32,86 người/km².